# Пришибо-Малкинское
Приши́бо-Ма́лкинское — село в Майском районе республики Кабардино-Балкария. Входит в городское поселение Майский.

## География
Селение расположено в северо-восточной части Майского района, в междуречье рек Малки и Терека. Находится в 20 км к северо-востоку от районного центра — Майский и в 73 км от города Нальчик.
На противоположном берегу реки Малка расположена станица Екатериноградская.
Населённый пункт расположен на наклонной Кабардинской равнине, в равнинной зоне республики. Средние высоты на территории села составляют 195 метров над уровнем моря. Рельеф местности представляют собой в основном волнистую предгорную равнину. Практически со всех сторон село окружено густыми зарослями смешанных лесов.
Гидрографическая сеть на территории села представлена реками Малка, Терек и Чёрная. К юго-западу от села имеются несколько искусственных водоёмов. Местность высоко обеспечена водой. Глубина залегания грунтовых вод на территории села составляют всего 2-3 метра.
Климат на территории села умеренный. Лето жаркое и полузасушливое. Средняя температура воздуха в июле достигает +23°С. Абсолютные показатели часто превышают +35°С. Зима мягкая и длится около трех месяцев. Морозы непродолжительные, минимальные температуры редко снижаются ниже −15°С. Средняя температура января составляет -2,5°С. Среднегодовое количество осадков составляет около 600 мм.

## История
В 1849 году на противоположном берегу от станицы Екатериноградская, в междуречье рек Малки и Терека, был основан военный пост «Казачий».
Позднее он получил наименование «Пришиб» (из-за того, что в этом месте река Малка круто поворачивает русло и воды с силой прибиваются к берегу, в простонародье «пришибаются» о берег).

## Население
| 2002 | 2010 | 2021 |
| ---- | ---- | ---- |
| 151  | ↘85  | ↘56  |

Национальный состав
По данным Всероссийской переписи населения 2010 года:
| Народ    | Численность, чел. | Доля от всего населения, % |
| -------- | ----------------- | -------------------------- |
| русские  | 82                | 96,5 %                     |
| украинцы | 3                 | 3,5 %                      |
| всего    | 85                | 100 %                      |

По данным Всероссийской переписи населения 2021 года:
| Народ      | Численность, чел. | Доля от всего населения, % |
| ---------- | ----------------- | -------------------------- |
| русские    | 45                | 80,36 %                    |
| кабардинцы | 7                 | 12,50 %                    |
| другие     | 4                 | 7,14 %                     |
| всего      | 56                | 100,0 %                    |

Поло-возрастной состав
По данным Всероссийской переписи населения 2010 года:
| Возраст     | Мужчины, чел. | Женщины, чел. | Общая численность, чел. | Доля от всего населения, % |
| ----------- | ------------- | ------------- | ----------------------- | -------------------------- |
| 0 — 14 лет  | 8             | 9             | 17                      | 20,0 %                     |
| 15 — 59 лет | 23            | 19            | 42                      | 49,4 %                     |
| от 60 лет   | 14            | 12            | 26                      | 30,6 %                     |
| Всего       | 45            | 40            | 85                      | 100,0 %                    |

Мужчины — 45 чел. (52,9 %). Женщины — 40 чел. (47,1 %).
Средний возраст населения — 40,6 лет. Медианный возраст населения — 44,5 лет.
Средний возраст мужчин — 43,4 лет. Медианный возраст мужчин — 45,0 лет.
Средний возраст женщин — 37,4 лет. Медианный возраст женщин — 44,0 лет.

## Инфраструктура
Основные объекты социальной инфраструктуры располагаются в центре городского поселения — городе Майский.

## Улицы
| Мира       |
| Молодёжная |

| Садовая |

| Центральная |

## Примечание
1. 1 2  Итоги Всероссийской переписи населения 2020 года (по состоянию на 1 октября 2021 года)
2. ↑  Численность населения Кабардино-Балкарской Республики по сельским населённым пунктам по итогам ВПН-2002
3. ↑  Численность населения КБР в разрезе населённых пунктов по итогам Всероссийской переписи населения 2010 года
4. ↑  База микроданных Всероссийских переписей населения 2010 года. Дата обращения: 15 ноября 2015. Архивировано из оригинала 9 июня 2014 года.
5. ↑  Итоги Всероссийской переписи населения 2020 года. Том 5. Национальный состав и владение языками. Таблица 1. Национальный состав населения Кабардино-Балкарской Республики, городских округов и муниципальных районов. Дата обращения: 9 октября 2023. Архивировано 16 октября 2023 года.
6. ↑  База микроданных Всероссийской переписи населения 2010 года. Дата обращения: 15 ноября 2015. Архивировано из оригинала 9 июня 2014 года.
7. ↑  Численность населения КБР по итогам Всероссийской переписи населения 2010 года. Дата обращения: 21 августа 2016. Архивировано из оригинала 24 июня 2016 года.